# 紀元前716年
紀元前716年（きげんぜん716ねん）は、西暦（ローマ暦）による年。紀元前1世紀の共和政ローマ末期以降の古代ローマにおいては、ローマ建国紀元38年として知られていた。紀年法として西暦（キリスト紀元）がヨーロッパで広く普及した中世時代初期以降、この年は紀元前716年と表記されるのが一般的となった。

## 他の紀年法
- 干支 : 乙丑
- 中国
  - 周 - 桓王4年
  - 魯 - 隠公7年
  - 斉 - 釐公15年
  - 晋 - 哀侯2年
  - 秦 - 文公50年
  - 楚 - 武王25年
  - 宋 - 殤公4年
  - 衛 - 宣公3年
  - 陳 - 桓公29年
  - 蔡 - 宣侯34年
  - 曹 - 桓公41年
  - 鄭 - 荘公28年
  - 燕 - 繆侯13年
- 朝鮮
  - 檀紀1618年
- ユダヤ暦 : 3045年 - 3046年

## できごと

### 中国
- 宋と鄭が講和し、宿で盟を交わした。
- 魯が邾を攻撃した。
- 周の桓王が凡伯を使節として魯に送ると、その帰路に楚丘で凡伯は戎に襲撃されて連れ去られた。
- 陳と鄭が講和し、陳の公子他が鄭に赴いて盟を交わした。
- 鄭の公子忽と陳の桓公の娘とのあいだに婚約が成立した。

## 死去
- 滕侯轂（中国語版）
- 秦の文公